# Тиргшору-Ноу
Тиргшору-Ноу (рум. Târgșoru Nou) — село у повіті Прахова в Румунії. Входить до складу комуни Арічештій-Рахтівань.
Село розташоване на відстані 55 км на північ від Бухареста, 11 км на захід від Плоєшті, 84 км на південь від Брашова.

## Населення
За даними перепису населення 2002 року у селі проживали 1743 особи.
Національний склад населення села:
| Національність | Кількість осіб | Відсоток |
| -------------- | -------------- | -------- |
| румуни         | 1606           | 92,1%    |
| цигани         | 110            | 6,3%     |
| угорці         | 18             | 1,0%     |

Рідною мовою назвали:
| Мова      | Кількість осіб | Відсоток |
| --------- | -------------- | -------- |
| румунська | 1672           | 95,9%    |
| циганська | 41             | 2,4%     |
| угорська  | 20             | 1,1%     |